# Tachuda sagittula
Tachuda sagittula är en fjärilsart som beskrevs av Paul Dognin 1914. Tachuda sagittula ingår i släktet Tachuda och familjen tandspinnare. Inga underarter finns listade i Catalogue of Life.